# Зікун Валентина Григорівна
Валентина Григорівна Зікун (нар. 3 жовтня 1950, село Семенівка, тепер Пологівського району Запорізької області) — українська радянська діячка, доярка колгоспу «40-річчя Жовтня» Пологівського району Запорізької області. Депутат Верховної Ради УРСР 11-го скликання.

## Біографія
Освіта середня спеціальна.
З 1966 року — доярка колгоспу імені Леніна Пологівського району Запорізької області. З 1974 року — доярка колгоспу «40-річчя Жовтня» Пологівського району Запорізької області.
Потім — на пенсії в селі Григорівка Пологівського району Запорізької області.

## Нагороди
- ордени
- медалі